# Thway Thout
Thway Thout Ap We ou Thway Thauk Apwe (lit. 'grupo de bebedores de sangue' ou 'Camaradas de Sangue') é um esquadrão da morte ativo na região central de Mandalay, em Mianmar, desde a Guerra Civil de Mianmar. Emergindo no início de 2022, a ideologia do Thway Thout para além do apoio ao Tatmadaw e da oposição à Liga Nacional pela Democracia permanece incerta. O grupo assumiu a responsabilidade pelo assassinato de vários membros e ativistas da Liga Nacional pela Democracia desde a sua fundação.

## Ideologia e fundação
A ideologia do Thway Thout pode ser descrita como ultranacionalista com apoio à junta militar. A Radio Free Asia alegou que o grupo pode ser diversificado, incluindo ex-membros das milícias Pyusawhti, seguidores da Associação Patriótica de Mianmar e apoiantes do Partido da União, Solidariedade e Desenvolvimento, bem como familiares de indivíduos mortos pelas forças de resistência por colaboração com o Tatmadaw. De acordo com a Al Jazeera English, o grupo tem ligações com o monge budista ultranacionalista Ashin Wirathu. A posição principal do Thway Thout é de apoio ao Tatmadaw e ameaçou matar jornalistas que façam reportagens críticas sobre o governo militar.
A primeira referência ao Thway Thout data de 21 de abril de 2022, quando a personalidade pró-governo da mídia social Han Nyein Oo compartilhou uma declaração do grupo anunciando o início da "Operação Vermelha". Quatro dias depois, o grupo começou a publicar imagens de membros mortos da Liga Nacional pela Democracia no seu canal do Telegram.

## Atividades
O Thway Thout atua principalmente na região central de Mandalay. Tem como alvo especialmente indivíduos relacionados com a Liga Nacional pela Democracia e os seus familiares, incluindo o alegado assassinato de duas pessoas relacionadas com um possível apoiante do Governo de Unidade Nacional em 20 de maio de 2022. Desde a sua fundação, o grupo cresceu para se tornar um dos mais temidos no país, ultrapassando o antigo Pyusawhti, o Thway Thitsar em Naypyidaw, os Castigadores de Yangon em Yangon, a Coalizão Patriótica do município de Pyay e o Soon Ye da Região de Tanintharyi. O grupo assumiu a responsabilidade pelo assassinato de mais de catorze membros da Liga Nacional pela Democracia a partir de 2 de junho de 2022, organizando e publicando fotos dos seus assassinatos no Telegram. Em maio de 2023, esse número havia aumentado para pelo menos 58.
O Conselho Administrativo de Estado negou qualquer ligação com o Thway Thout, embora ativistas dos direitos humanos tenham argumentado que tal afirmação é improvável com base na formação do grupo. Em 10 de junho de 2022, o Asia Times informou que o grupo havia se espalhado para Yangon e Taunggyi.

## Nota
- Este artigo foi inicialmente traduzido, total ou parcialmente, do artigo da Wikipédia em inglês cujo título é «Thway Thout».